# Richard Egenter
Richard Egenter (ur. 3 maja 1902 w Ulm, zm. 11 lutego 1981 w Monachium) – niemiecki duchowny katolicki, profesor Uniwersytetu w Pasawie, Państwowej Akademii w Braniewie oraz Uniwersytetu w Monachium.

## Życiorys

### Wykształcenie
Urodził się w Ulm, w kraju związkowym Badenia-Wirtembergia, w rodzinie prawnika Aloysa i jego żony Kathariny. Ponieważ ojciec, z wykształcenia prawnik, zamierzał zrobić drugi doktorat z mineralogii, w 1905 roku rodzina przeniosła się do Monachium-Neuhausen. W tym samym roku narodziła się też siostra Richarda, Hedwiga Maria, której przedwczesną śmierć w roku 1930 brat mocno przeżył. Richard otrzymał wykształcenie klasyczno-humanistyczne w Wittelsbacher-Gymnasium w Monachium. Jeszcze w szkole został członkiem Zgromadzenia Mariańskiego oraz znacząco zaangażował się w utworzenie katolickiego koła studenckiego München-West. Po zdaniu matury w 1921 roku studiował filozofię i teologię katolicką na Uniwersytecie w Monachium. Tutaj został członkiem stowarzyszenia studenckiego Rheno-Franconia München. Pozostał jako asystent na uczelni. W 1925 uzyskał doktorat z filozofii na podstawie dysertacji Die Erkenntnispsychologie des Aegidius Romanus napisanej pod kierunkiem Clemensa Baeumkera. Doktorat z teologii obronił w 1928 pod kierunkiem Martina Grabmanna. 29 czerwca 1929 przyjął święcenia kapłańskie we Freisingu, a następnie został mianowany wykładowcą homiletyki i prefektem seminarium duchownego w miejscowym seminarium.

### Uniwersytet w Pasawie
Po tych pierwszych szlifach w nauczaniu akademickim został powołany 16 kwietnia 1932 roku na Uniwersytet Filozoficzno-Teologiczny w Pasawie. Egenter otrzymał tam katedrę teologii moralnej. W 1933 podpisał Deklarację lojalności profesorów niemieckich uniwersytetów i szkół wyższych wobec Adolfa Hitlera i państwa narodowosocjalistycznego (Bekenntnis der deutschen Professoren zu Adolf Hitler). Dalej pozostawał aktywnie zaangażowany w działalność w ruchach studenckich. W Pasawie wykładał do zamknięcia uniwersytetu w dniu 6 września 1939. Jego plany przejścia do Kapituły Katedralnej w Pasawie nie powiodły się, tak jak również kontynuowania pracy duszpasterskiej w diecezji, gdyż nie został inkardynowany do diecezji Pasawy. Początkowo nauczał religii w katolickiej szkole żeńskiej (Schule der Englischen Fräulein in Passau-Niedernburg), z której wkrótce został zmuszony do odejścia z powodu donosu. Powodem było organizowanie co tydzień mszy świętych w szkole, co było wówczas niedozwolone, i solidarna odmowa całej dziewiątej klasy wstąpienia do Hitlerjugend. Ponadto Egenter pozytywnie wypowiadał się na temat modlitwy za naród żydowski.

### Przeniesienie do Państwowej Akademii w Braniewie
Po tych konfliktach nastąpiło „przymusowe przeniesienie” prof. Egentera od semestru zimowego 1943/1944 do Państwowej Akademii w Braniewie w Prusach Wschodnich. Braniewska uczelnia znana była w tamtym czasie jako siedlisko narodowego socjalizmu, prawie wszystkie etaty profesorskie były obsadzone przez kadrę przynależącą do NSDAP. Przykładem partyjnych wykładowców byli wówczas m.in. Karl Eschweiler, Joseph Lortz czy Hans André – jawnie popierający rodzącą się dyktaturę NSDAP, partii, której byli zresztą też członkami. Fakt objęcia katedry teologii w Braniewie prof. Egenter wolał z nieznanych powodów jednak przemilczeć i w swoim życiorysie podawał, że nigdy tam nie pojechał, mimo kilkukrotnych ponagleń rektora uczelni Jakoba Bariona. Jednak inne źródła (m.in. relacje jego następcy w Monachium prof. Gründela) potwierdzają, iż prowadził w akademii braniewskiej wykłady z teologii moralnej dla kilkorga pozostałych tam jeszcze w seminarium duchownym słuchaczy i że po krótkim okresie nauczania uciekł z powrotem do Pasawy przez Gdańsk i Wiedeń, po tym jak został ostrzeżony przez swojego przyjaciela ks. Aloisa Fischera o zbliżającym się froncie Armii Czerwonej. Źródła podają również, że po śmierci profesora teologii moralnej w Państwowej Akademii w Braniewie Paula Jedzinka w dniu 14 września 1943, rektor Barion w piśmie do Ministerstwa Oświaty Rzeszy (Reichserziehungsministerium) zwrócił się z prośbą o uzupełnienie wakującego stanowiska, wskazując ks. Egentera i argumentując, że Uniwersytet w Pasawie pozostawał zamknięty, a prof. Egenter pozostawał bez etatu, otrzymując przez cały czas wynagrodzenie wykładowcy akademickiego. Ministerstwo w listopadzie 1943 wydało zgodę na objęcie stanowiska w Państwowej Akademii w Braniewie. W lutym 1944 rektor Barion poinformował jeszcze ministerstwo o odmowie objęcia stanowiska przez ks. Egentera. Kolejny „braniewski” ślad pochodzi z grudnia 1944 roku. Wówczas to kancelaria partii NSDAP w Monachium zwróciła się do Ministerstwa Oświaty Rzeszy z pytaniem, dlaczego Richard Egenter został skierowany do Państwowej Akademii w Braniewie, mimo że na wiosnę 1944 zapadła decyzja o połączeniu z Uniwersytetem Wrocławskim, czyli de facto o zamknięciu oddzielnego Wydziału Teologicznego w Braniewie.

### Okres powojenny
W 1946 Richard Egenter został profesorem teologii moralnej na Wydziale Teologii Katolickiej Uniwersytetu w Monachium, który został po wojnie ponownie otwarty, a rok później został mianowany dziekanem wydziału. Związki prof. Egentera z Braniewem uwidoczniły się jeszcze raz, gdy ten w latach 1947–1948 występował jako oskarżyciel w procesie denazyfikacyjnym braniewskiego profesora Hansa Bariona.
Podczas przygotowań do 37. Światowego Kongresu Eucharystycznego, który odbywał się w Monachium w 1960 roku, prof. Egenter został mianowany przez kardynała Josepha Wendelsa szefem komisji programowej. W ramach funkcji doradczej jako teolog miał także wpływ na kształt Deklaracji z Königstein (Königsteiner Erklärung). Deklaracja ta była komentarzem episkopatu niemieckiego, ukazała się ona w odpowiedzi na ogłoszenie encykliki papieża Pawła VI „Humanae Vitae”. W tym samym roku prof. Egenter odszedł z Wydziału Teologicznego w Monachium na emeryturę. Zmarł niespodziewanie 11 lutego 1981 roku.

### Recepcja jego nauk
Jego ponadczasowe znaczenie naukowe znajduje odzwierciedlenie w szerokim kręgu jego wybitnych uczniów. Do nich należą między innymi jego następca katedry na Wydziale Teologicznym w Monachium Johannes Gründel i późniejszy wikariusz generalny Monachium Robert Simon. Jego wykładów słuchali także późniejszy teolog moralny z Bonn Franz Böckle i Joseph Ratzinger.
O wielkim uznaniu dla jego dokonań świadczą liczne odznaczenia kościelne i państwowe. W 1958 został odznaczony honorowym tytułem „Geistlicher Rat” przez kardynała Josepha Wendela, a w 1962 otrzymał honorowy tytuł prałata domowego papieskiego. W tym samym roku otrzymał Order Bawarski Zasługi. Jego działalność akademicką charakteryzowała chęć odnowienia dyscypliny akademickiej poprzez zastąpienie sztywnej, zorientowanej prawnie „moralności podręcznikowej” na rzecz otwartej na nowe spostrzeżenia i opartej na naukach teologicznych i humanistycznych teologii moralnej. W tym kontekście między innymi odegrał zdecydowaną rolę w dyskusjach na temat antykoncepcji (m.in. przez krytykę Humanae Vitae) i obowiązkowego celibatu dla księży. Wniósł znaczny wkład, zwłaszcza w ponazistowskim okresie, w debaty na temat sumienia, stosunku do władzy i oceny „winy zbiorowej”. Jego twórczość teologiczna była zasadniczo kształtowana przez zasady wolności dzieci Bożych i sentire cum Ecclesia (współodczuwania z Kościołem). Z perspektywy duchowej jego działalność mogła wywrzeć wpływ na formowanie młodzieży wskutek jego dużego oddziaływania w katolickim stowarzyszeniu Nowe Niemcy (Bund Neudeutschland).

## Publikacje
- Die Erkenntnispsychologie des Aegidius Romanus, Regensburg 1926 (zugleich Hochschulschrift München, Phil. Diss., 1925)
- Gottesfreundschaft. Die Lehre von der Gottesfreundschaft in der Scholastik und Mystik des 12. und 13. Jahrhunderts. Augsburg 1928 (und 1931) (zugleich Hochschulschrift München, Theol. Diss.)
- Das Edle und der Christ, München 1935, 2., neubearb. Aufl. Westheim b. Augsburg 1949
- Wagnis in Christo. Maria Ward und die Idee der christlichen Selbständigkeit Regensburg 1936
- Von christlicher Ehrenhaftigkeit München 1937
- Von der Freiheit der Kinder Gottes, Freiburg 1941, .2., unveränd. Aufl. Freiburg 1949
- Gelassenheit. Briefe an einen Freund, Kolmar im Elsass 1943
- Warum tun wir das Gute? (= Görres Bibliothek, Band 3), Nürnberg 1946
- als Hrsg.: Aus der Theologie der Zeit, Regensburg, 1948
- Von der Einfachheit (= Kleine Schriftenreihe Band 1), Regensburg 1947
- Kitsch und Christenleben, Ettal 1950, 2., neubearb. Aufl. Ettal 1958, Lizenzausgabe (= Arena-Taschenbuch Band 59/60) Würzburg 1962, engl. Übersetzung Nicolete Gray (Hrsg.), übersetzt von Edward Quinn, The Desecration of Christ (= Compass Books Band 18), London 1967
- Frauenjugend. Natur und Gnade, Ettal 1951
- mit Wilhelm Indago: Liebe in Gewissensnot. Arzt und Priester sprechen zu Braut- und Eheleuten, Würzburg 1955, 4. Aufl. 1960, 5., durchges. u. erw. Aufl. Würzburg 1962, 6., überarb. Aufl. Würzburg 1964 niederländische Übersetzung von Hans Wagemans, Liefde in gewetensnood. Arts en priester spreken met verloofden en gehuwden, Bussum, 1957
- Die Aszese des Christen in der Welt : Überlegungen zum rechten Ansatz unserer Aszese, Ettal 1956, 3. Aufl. 1957, niederländische Übersetzung von Hans Wagemans, De ascese van de Christen in de wereld. De weg naar een vruchtbare ascese, Hilversum 1959
- Kunst und Kitsch in der Literatur, München 1958
- als Hrsg. mit Otto Pirner und Hubert Hofbauer: Statio orbis. Eucharistischer Weltkongress 1960 in München, Band 1, München 1961
- als Hrsg. mit Otto Pirner und Hubert Hofbauer: Statio orbis. 37. Eucharistischer Weltkongress 1960 in München. Band 2: Dokumente. München 1961
- Christus und die Heiligen im künstlerischen Ausdruck der Gegenwart (= Studien und Berichte der Katholischen Akademie in Bayern. Heft 22). Würzburg 1963
- mit Paul Matussek: Ideologie, Glaube und Gewissen. Diskussion an der Grenze zwischen Moraltheologie und Psychotherapie. München/Zürich 1965; als Taschenbuch ebenda 1968 (= Knaur-Taschenbuch. Band 184)
- Wir Alten, heute. Sankt Ottilien 1972; 2. Auflage ebenda 1974, 4. Auflage ebenda 1988
- Altern und Alter, Sankt Ottilien 1974; 2. Auflage ebenda 1988
- Erfahrung ist Leben. Über die Rolle die Erfahrung für das sittliche und religiöse Leben des Christen (Rudolf Hofmann zum 70. Geburtstag) (= Pfeiffer-Werkbücher. Nr. 124, Abt. geistliches Leben), München 1974
- Der Kranke und sein Nächster. Sankt Ottilien 1977
- Miteinander umgehen. Pluralismus in der Kirche, Auftrag und Chance 1. Aufl. München 1978
- Heiligenverehrung, Ballast oder Bedürfnis heutiger Spiritualität, S(ank)t Ottilien 1979
- als Hrsg. mit Michaela Pilters und Knut Walf: Menschenrechte in der Kirche mit Beiträgen von Richard Egenter, (Diesem Bd. liegt eine Sendereihe des Hessischen Rundfunks mit demselben Titel zugrunde) Düsseldorf 1980